# Parafia Ewangelicko-Augsburska w Cisownicy
Parafia Ewangelicko-Augsburska w Cisownicy – parafia luterańska w Cisownicy, należąca do diecezji cieszyńskiej. 

## Historia
Na podstawie dekretów z 18 lutego 1814 oraz 24 czerwca 1839 potwierdzona została przynależność Cisownicy do parafii ewangelickiej w Ustroniu. W 1835 za sprawą jej proboszcza, ks. Karola Kotschego, we wsi utworzono szkołę ewangelicką. W 1850 do jej siedziby dobudowano dzwonnicę, w której zawieszono dwa dzwony. Szkoła stanowiła placówkę ustrońskiej parafii, a opiekę nad nią sprawował Ewangelicki Zarząd Gminy w Cisownicy, we współpracy z Radą Parafialną oraz proboszczem, pełniącym obowiązki jej wizytatora.
Cmentarz luterański został otwarty w 1849 i powiększony w 1873. Na jego terenie 15 października 1910 poświęcono kaplicę, w którą wmurowano tablicę pamiątkową. Podczas budowy kaplicy zrodził się pomysł postawienia własnego kościoła we wsi.
W latach 1940–1944 dwa razy do roku w budynku szkoły odbywały się nabożeństwa dla ludzi starszych, które sprawował ks. Jan Gajdzica. Prowadził tam również naukę religii. Nauka historii biblijnych odbywała się w języku polskim, natomiast pieśni pochodziły z niemieckiego śpiewnika.
Do idei budowy własnej świątyni powrócono po uroczystości poświęcenia kościoła w Wiśle Malince w 1956. Zwołany został komitet budowy oraz rozpoczęto zbiórkę funduszy.
W 1962 w budynku szkoły została urządzona sala nabożeństw, mieszcząca 100 osób. Nabożeństwa prowadzono tam w każdą niedzielę i święta. Odbywały się też lekcje religii. Z czasem wprowadzono również nabożeństwa adwentowe i pasyjne.
Podczas obrad Synodu Kościoła w 1966 odbywały się rozmowy na temat podziału dużych parafii, omówiony został też przypadek Cisownicy. Z racji zamieszkania wsi przez 250 rodzin ewangelickich, propozycja utworzenia własnej parafii została przyjęta pozytywnie. 22 stycznia 1967 został wysłany list do biskupa kościoła ks. Andrzeja Wantuły na temat usamodzielnienia się Cisownicy od parafii w Ustroniu. Zorganizowano też kolejne spotkanie w sprawie budowy obiektu kościelnego.
Prace budowlane miały miejsce w latach 1976-1981. Uroczystość poświęcenia Kościoła Jana Chrzciciela przez biskupa kościoła ks. Janusza Narzyńskiego miała miejsce 21 czerwca 1981.
Do utworzenia samodzielnej parafii w Cisownicy doszło ostatecznie w 1986

## Współczesność
W 2005 parafia zrzeszała ok. 1100 wiernych. Nabożeństwa odbywają się w każdą niedzielę i święta. W trakcie nabożeństw prowadzona jest szkółka niedzielna dla dzieci.
Od 1980 działalność prowadzi chórek dziecięcy, natomiast od 1989 - chór parafialny. Organizowane są spotkania Koła Pań, spotkania młodzieżowe, konfirmantów oraz dla kobiet. 